# Gbesi
El gbe, gbesi és la llengua gbe que parlen els gbesis que viuen al departament Atlantique de Benín. El seu codi ISO 639-3 és gbs i el seu codi al glottolog és gbes1238.

## Demografia i geografia
El territori gbesi està situat als municipis de Kpomassè, Allada i Tori-Bossito, a l'oest del departament Atlantique del sud de Benín. En el seu territori té dues zones, un en el que també s'hi parla la llengua gbe, ayizo i són veïns dels territoris en els que es parla gbe, saxwe i gbe, xwela; i l'altre, al sud del primer, en el que comparteix territori amb els parlants de fon, gbe, ayizo i gbe, xwela.
El 2002 hi havia 65.000 parlants de gbe, gbesi i segons el joshuaproject n'hi ha 103.000.

## Família lingüística
El gbe, gbesi és una llengua kwa, família lingüística que forma part de les llengües Benué-Congo. Concretament, segons l'ethnologue, forma part del grup lingüístic de les llengües gbes. Segons l'ethnologue, hi ha 21 llengües gbe: l'Aguna, l'ewe, el gbe, ci, el gbe, xwla oriental, el gbe, gbesi, el gbe, kotafon, el gbe, saxwe, el gbe, waci, el gbe, xwela occidental, el gbe, xwela, el kpessi, sis llengües aja (aja, gbe, ayizo, gbe, defi, gbe, tofin, gbe, weme i gun), dues llengües fons (fon i gbe, maxi) i la llengua gen, considerada l'única llengua mina. Segons el glottolog, és una de les llengües gbes orientals juntament amb el gbe, ayizo; el gbe, defi; el gbe, xwla oriental; el fon; el gbe, ci; el gun; el gbe, kotafon; el gbe, maxi; el gbe, saxwe; el gbe, tofin; el gbe, weme; el gbe, xwla occidental; el wudu i el gbe, xwela.

## Dialectologia i semblança lèxica amb altres llengües
El Gbokpa és un dialecte del gbe, gbesi.
Les llengües que tenen una major semblança lèxica són el kotafon (91%), el fon (85%), l'aja (73%) i el gen (70%).

## Sociolingüística, estatus i ús de la llengua
El gbe, gbesi és una llengua vigorosa (EGIDS 6a): Tot i que no està estandarditzada, és utilitzada en la comunicació social en tots els dominis entre persones de totes les edats i generacions i no està en perill. Els gbesis també parlen fon, francès, gen i gbe, saxwe.